# ییژینا تژبیتسکا
ییژینا تژبیتسکا (چکی: Jiřina Třebická؛ ۱ نوامبر ۱۹۳۰ – ۲۳ ژانویهٔ ۲۰۰۵) بازیگر اهل جمهوری چک بود. وی بین سال‌های ۱۹۴۷ تا ۲۰۰۰ میلادی فعالیت می‌کرد.
از فیلم‌ها یا برنامه‌های تلویزیونی که وی در آن نقش داشته‌است، می‌توان به  غیرممکن و چکاوک‌ها روی بند اشاره کرد.